# Johnny Benson
Jonathan Thomas Benson junior (* 27. Juni 1963 in Grand Rapids, Michigan) ist ein ehemaliger US-amerikanischer NASCAR-Rennfahrer. Sein größter Erfolg war der Gewinn der Meisterschaft in der NASCAR Camping World Truck Series im Jahre 2008.

## Karriere

### Frühe Jahre
Johnny Benson junior war Late-Model-Champion auf dem Berlin Raceway in Marne, Michigan. 1990 trat er der American Speed Association (ASA) bei. Als Rookie in der ASA fuhr er eine Pole-Position ein, führte 174 Runden und sicherte sich acht Top-10-Platzierungen. Vor Pat Schauer wurde er als „Rookie of the Year“ ausgezeichnet. 1991 wurde er Vierter in der ASA AC-Delco Challenge Series. 1993 gewann er mit dem von Valvoline gesponserten Chevrolet mit der Startnummer 21 für Throop Motorsports die Meisterschaft der ASA.
1993 debütierte er in der damaligen Busch Series. Auf dem Michigan International Speedway fuhr er den Chevrolet mit der Startnummer 41 für Ernie Irvan. Nach einem frühen Unfall fiel er von Platz 20 auf 40 zurück. Bei BACE Motorsports fuhr er drei weitere Rennen in dem Chevrolet mit der Startnummer 74. Sein bestes Resultat fuhr er mit einem achten Platz auf dem Atlanta Motor Speedway ein.
1994 wurde er als Vollzeitfahrer bei BACE Motorsports angestellt. Sein erstes Rennen gewann er mit dem SplitFire 200 auf dem Dover International Speedway. Er wurde auch in dieser Serie „Rookie of the Year“ und beendete die Saison als Sechster. In der folgenden Saison fuhr er bereits frühe Siege in Atlanta und Hickory ein und wurde NASCAR-Busch-Series-Champion. In der gleichen Saison begann er auch in der Craftsman Truck Series zu fahren. Dort wurde er im Silverado-gesponserten Chevrolet mit der Startnummer 18 Zweiter auf dem Indianapolis Raceway Park. Im Folgejahr fuhr er die Pole auf dem North Wilkesboro Speedway ein.

### 1996–1999

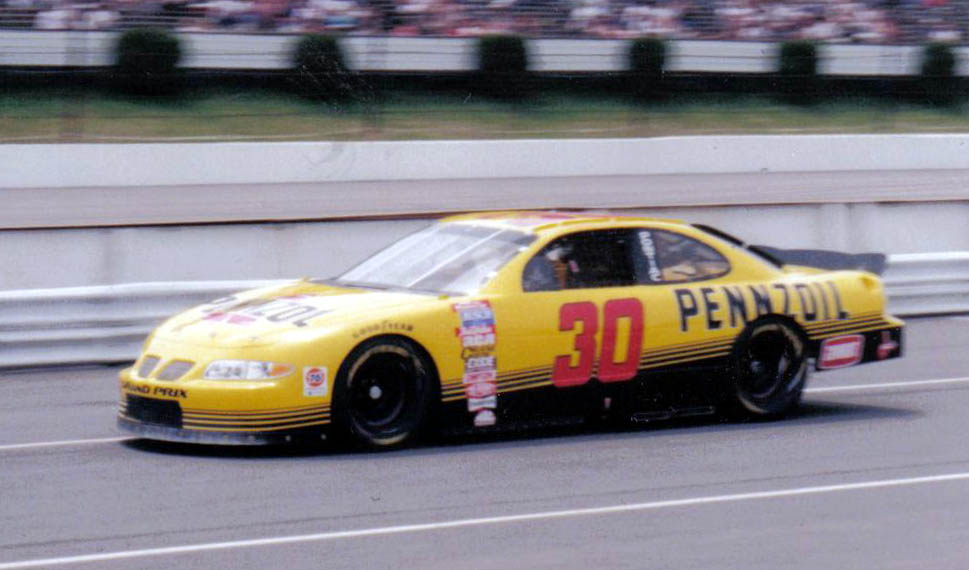
Bensons Winston-Cup-Fahrzeug in Pocono, 1997

1996 stieg er in die Winston Cup Series auf. Sein Vater, John Benson, nahm bereits 1973 an einem Rennen der Serie teil und beendete es auf Platz vier. Johnny fuhr den Pennzoil-Wagen mit der Nummer 30 für Bahari’ Racing. Für das Food City 500 konnte er sich zwar nicht qualifizieren, den Titel NASCAR Winston Cup Rookie of the Year sicherte er sich dennoch. Auf dem Atlanta Motor Speedway startete er erstmals von der Pole-Position. Im August 1996 dominierte er das Brickyard 400, musste sich jedoch an der Box geschlagen geben. Er beendete die Saison mit sieben Top-10-Resultaten und auf Platz 21 in der Meisterschaft. Als amtierender Busch-Series-Champion wurde er im selben Jahr zum International Race of Champions eingeladen. Hinter dem Sieger Mark Martin wurde er Dritter. In der Winston Cup Saison 1997 fuhr er neun Top-10-Ergebnisse, jedoch keine Platzierung unter den ersten Fünf ein. Während der Saison gab er seinen Wechsel zu Roush Racing bekannt. 1998 nahm er am Daytona 500 erst gar nicht teil. Sein bestes Resultat war ein neunter Platz. 1990 fuhr er nur zwei Top-10s ein, wechselte mehrere Male den Crew Chief und verließ schlussendlich Roush Racing.

### 2000–2003

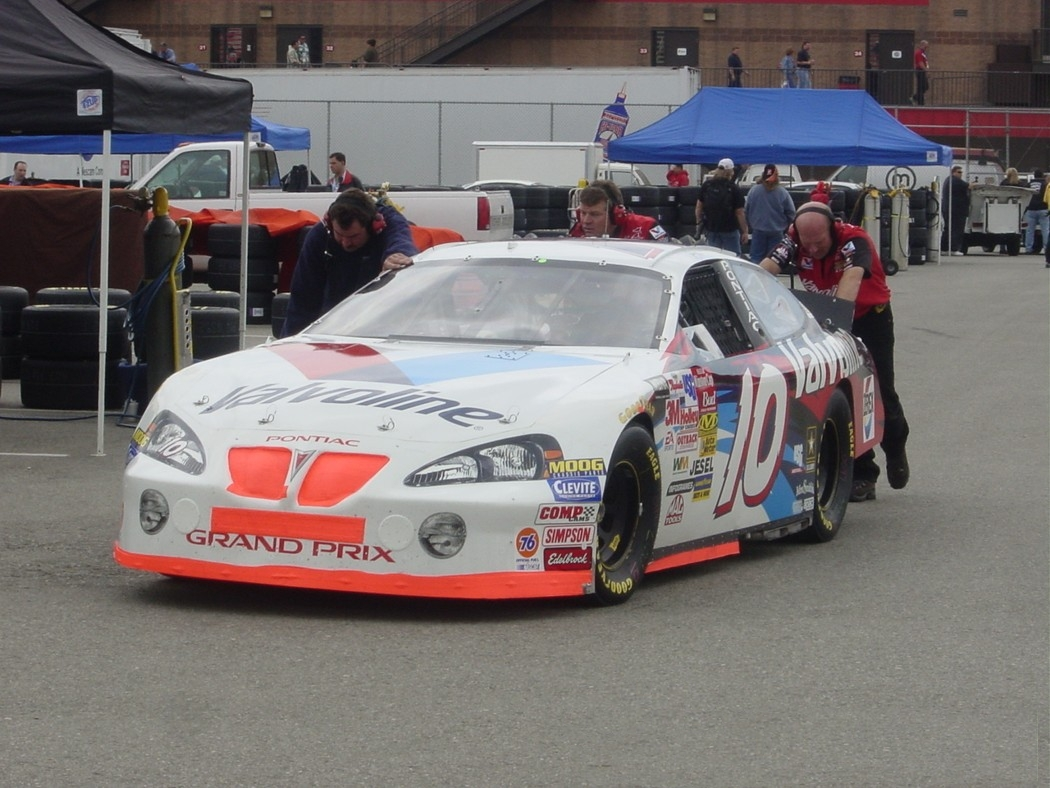
Johnny Bensons Wagen mit der Nummer 10 auf dem California Speedway, 2003

Die Winston-Cup-Saison 2000 fuhr Benson für Tyler Jet Motorsports. Er fuhr den Wagen mit der Nummer 10, bei dem noch ungewiss war, ob er die Saison ohne Sponsorengelder fahren müsse, denn erst am Morgen vor dem Daytona 500 gab der Konzern Lycos seine Finanzbeteiligung bekannt. Vier Runden vor Schluss führte er das Rennen vor Dale Jarrett und Jeff Burton an. Burton überholte ihn in Kurve 1 und am Ende reichte es nur für den zwölften Platz. Beim dritten Saisonrennen auf dem Las Vegas Motor Speedway wurde er Dritter. Zum Pepsi 400 trat er erneut ohne Sponsor an. Es gab Gerüchte, dass Lycos nie für die Werbung bezahlt habe. Da sich auch keiner neuer Sponsor fand, wurde das Team an MB2 Motorsports verkauft. Im August kündigte sich Valvoline als Geldgeber an. Benson wurde 13. in der Meisterschaft. Im NASCAR-Winston-Cup 2001 fuhr er 14 Top-10-Resultate ein, sechs davon unter den ersten Fünf.
Die Saison 2002 begann mit einem zehnten Platz in Daytona. In der Busch Series fuhr er ein Rennen für Marsh Racing auf dem Richmond International Raceway. Durch einen Unfall zog er sich einen Rippenbruch zu, welcher ihn für drei Cup-Rennen fahrunfähig machte. Beim Pepsi 400 geriet er mit Michael Waltrip aneinander und brach sich die Rippen erneut. Nach zwei Rennen Pause startete er als Zweiter in Loudon und führte 53 von 207 Runden. Er überquerte die Ziellinie als Vierter. Auf dem Martinsville Speedway fuhr er mit dem zweiten Platz das bis dato beste Ergebnis seiner Karriere in der Cup-Serie ein. Zwei Rennen später gewann er mit dem Pop Secret Microwave Popcorn 400 sein erstes Cup-Rennen, es sollte allerdings auch sein einziger Sieg im Winston Cup bleiben. Zum Saisonende wurde er mit 1668 Zählern 29. Nach vier Rennen in der Saison 2003 war er Sechster. Nach Top-5-Resultaten in Dover und Homestead wurde er 24. Nach Saisonende nahm Scott Riggs auf Anweisung von Valvoline seinen Platz ein.

### 2004–2008

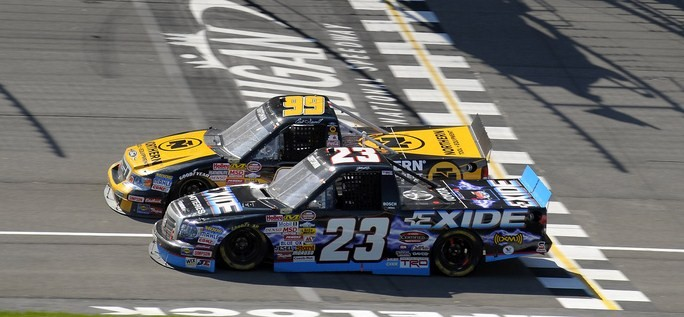
Benson hinter Erik Darnell beim engsten Zieleinlauf seit Einführung der elektronischen Zeitmessung, 2008.

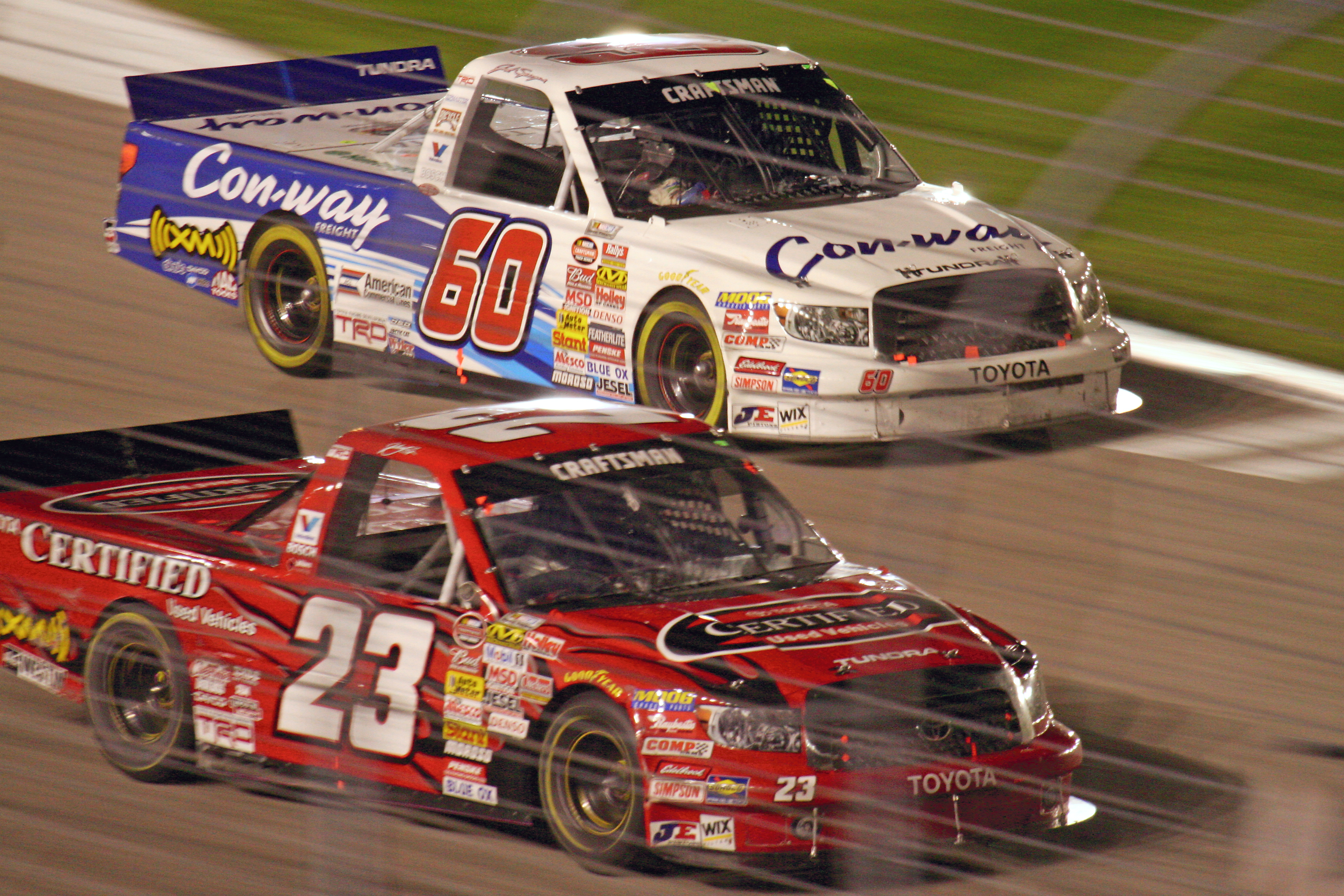
Benson (#23) mit Jack Sprague, 2007

Die Saison 2004 fuhr Benson für Phoenix Racing in der Busch Series. Seine erste Pole fuhr er in Rockingham ein, wegen eines Regelverstoßes musste er jedoch als Letzter starten. Das Saisonrennen in Bristol hatte er gute Chancen auf den Sieg, was ein Unfall zwischen Kevin Harvick und David Stremme jedoch zunichtemachte. In Nashville wurde ebenfalls in einen Unfall verwickelt. Für denselben Rennstall fuhr er auch das Fahrzeug Nummer 09 für vier Rennen im Nextel Cup. Sein bestes Resultat war ein 27. Platz in Daytona.
In den nächsten vier Monaten fuhr er ein Busch-Rennen für Matt Kenseth. Im August wurde ihm ein Cockpit bei Bill Davis Racing in der Craftsman Truck Series angeboten. In 13 Rennen fuhr er zehn Mal in die Top 10. In der Craftsman-Truck-Saison 2005 wurde er Zehnter in der Meisterschaftswertung. Für FitzBradshaw Racing fuhr er vier Rennen in der Busch Series und eines für Smith Bros. Racing. Außerdem fuhr er drei Rennen im Nextel Cup: Zwei für Michael Waltrip Racing und eins für Bill Davis Racing. In Atlanta wurde er 28.
Beim Con-way Freight 200 gewann er 2006 sein erster Truck-Rennen. Damit war er der 17. Fahrer, der ein Rennen in allen drei nationalen NASCAR-Serien gewonnen hatte. Gleich darauf gewann er das Toyota Tundra Milwaukee 200 auf der Milwaukee Mile. Mit dem Toyota Tundra 200 gewann er auf dem Nashville Superspeedway sein drittes Saisonrennen. Der nächste Sieg folgte in New Hampshire. Auf dem Phoenix International Raceway konnte er den fünften Sieg des Jahres verbuchen. Hinter Todd Bodine beendete er die Saison als Zweiter. Außerdem erhielt er den Titel Most Popular Driver der Serie 2006.
Die Saison 2007 beendete er mit vier Siegen in Milwaukee, Bristol, St. Louis und Homestead als Dritter. Wiederholt wurde er als Most Popular Driver ausgezeichnet. Im Cup fuhr er 2007 das Crown Royal Presents The Jim Stewart 400 für Wyler Racing und das Checker Auto Parts 500 und Ford 400 für Bill Davis Racing. In der Busch Series fuhr er lediglich das AT&T 250 für Phoenix Racing. In der NASCAR-Craftsman-Truck-Series-Saison 2008 gewann er mit dem Camping World RV Sales 200 in Milwaukee sein erstes Saisonrennen. Am 19. Juli gewann er das zweite Saisonrennen auf dem Kentucky Speedway, nachdem er mit einem „Super-Lauf aus Turn 2 heraus“ Michael Annett und Dennis Setzer, sowie den überrundeten Chad Chaffin gleichzeitig überholte. Beim Power Stroke Diesel 200 gewann Benson vor Ron Hornaday und hielt damit die Meisterschaftsführug inne. Auf dem Nashville Superspeedway gewann Benson sein drittes Saisonrennen in Folge. Schlussendlich gewann Benson den Titel und wurde nach Greg Biffle der zweite Fahrer, der sowohl in der Truck- als auch der Busch-Serie den Titel gewinnen konnte. Nach ihm sollte das auch Austin Dillon gewinnen.